# Nord-Frons kommun
Nord-Frons kommun (norska: Nord-Fron kommune) är en kommun i landskapet Gudbrandsdalen i Innlandet fylke i Norge. Kommunens centralort är tätorten Vinstra. Några andra större orter är Kvam, Kvikne och Skåbu.

## Administrativ historik
Nord-Frons kommun har sitt ursprung från 1851 då Frons kommun delades. Kommunen bar då namnet Nordre Frons kommun. Nord-Frons och Sør-Frons kommuner slogs ihop igen 1966, för att åter delas 1977.

## Tätorter
I Nord-Frons kommun finns två tätorter:
- Kvam
- Vinstra (centralort)

## Socknar
Inom Norska kyrkan är Nord-Frons kommun indelad i fyra socknar:
- Kvams socken
- Kvikne socken
- Skåbu socken
- Sødorps socken

Socknarna ingår i Nord-Gudbrandsdals prosteri i Hamars stift.